# أوتافيو بيكولوميني
أوتافيو بيكولوميني (بالإيطالية: Ottavio Piccolomini) هو كوندوتييرو إيطالي، ولد في 11 نوفمبر 1599 في بيزا في إيطاليا، وتوفي في 11 أغسطس 1656 في فيينا في النمسا.

## وصلات خارجية
- أوتافيو بيكولوميني على موقع الموسوعة البريطانية (الإنجليزية)